# Basketball Bundesliga 2003-04
La Basketball Bundesliga 2003-04 fue la edición número 38 de la Basketball Bundesliga, la primera división del baloncesto profesional de Alemania. El campeón fue el Skyliners Frankfurt, que lograba su primer título, mientras que descendieron el Mitteldeutscher BC y el BBV Hagen.

## Equipos
| Equipo                  | Ciudad       | Arena                      | Capacidad |
| ----------------------- | ------------ | -------------------------- | --------- |
| Brose Baskets           | Bamberg      | Stechert Arena             | 6,800     |
| Alba Berlin             | Berlin       | O2 World Berlin            | 14,500    |
| Telekom Baskets Bonn    | Bonn         | Telekom Dome               | 6,000     |
| Energy Braunschweig     | Braunschweig | Volkswagen Halle           | 6,600     |
| Köln 99ers              | Colonia      | GEW Energy Dome            | 3,232     |
| Fraport Skyliners       | Frankfurt    | Fraport Arena              | 5,002     |
| LTi Gießen 46ers        | Gießen       | Sporthalle Gießen-Ost      | 4,003     |
| BBV Hagen               | Hagen        | Ischelandhalle             | 1,800     |
| BG Karlsruhe            | Karlsruhe    | Europahalle Karlsruhe      | 4,800     |
| Bayer Giants Leverkusen | Leverkusen   | Smidt-Arena                | 3,500     |
| MHP Riesen Ludwigsburg  | Ludwigsburg  | Rundsporthalle Ludwigsburg | 3,008     |
| Mitteldeutscher BC      | Weißenfels   | Stadthalle Weißenfels      | 3,000     |
| EWE Baskets Oldenburg   | Oldenburg    | Große EWE Arena            | 6,069     |
| Artland Dragons         | Quakenbrück  | Artland-Arena              | 3,000     |
| TBB Trier               | Trier        | Arena Trier                | 5,900     |
| DJK Würzburg            | Würzburg     | s.Oliver Arena             | 3,140     |

## Resultados

### Temporada regular
|     | Equipo                      | J  | G  | P  | Pts | Clasificación                         |
| --- | --------------------------- | -- | -- | -- | --- | ------------------------------------- |
| 1.  | Alba Berlin                 | 28 | 20 | 8  | 40  | playoffs                              |
| 2.  | Telekom Baskets Bonn        | 28 | 19 | 9  | 38  | playoffs                              |
| 3.  | Skyliners Frankfurt         | 28 | 19 | 9  | 38  | playoffs                              |
| 4.  | EWE Baskets Oldenburg       | 28 | 19 | 9  | 38  | playoffs                              |
| 5.  | GHP Bamberg                 | 28 | 17 | 11 | 34  | playoffs                              |
| 6.  | RheinEnergie Köln           | 28 | 15 | 13 | 30  | playoffs                              |
| 7.  | TBB Trier                   | 28 | 15 | 13 | 30  | playoffs                              |
| 8.  | Bayer Giants Leverkusen     | 28 | 14 | 14 | 28  | playoffs                              |
| 9.  | Artland Dragons Quakenbrück | 28 | 14 | 14 | 28  |                                       |
| 10. | Iceline Karlsruhe           | 28 | 12 | 16 | 24  |                                       |
| 11. | Energy Braunschweig         | 28 | 11 | 17 | 22  |                                       |
| 12. | TSK Würzburg                | 28 | 10 | 18 | 20  |                                       |
| 13. | EnBW Ludwigsburg            | 28 | 8  | 20 | 16  |                                       |
| 14. | Gießen 46ers                | 28 | 7  | 21 | 14  |                                       |
| 15. | Mitteldeutscher             | 28 | 10 | 18 | 20  | Descienden a 2. Basketball-Bundesliga |
| 16. | Brandt Hagen                | 28 | 0  | 0  | 0   | Descienden a 2. Basketball-Bundesliga |

## Playoffs
|  | Cuartos de final | Cuartos de final        | Cuartos de final |                     |    | Semifinales          | Semifinales | Semifinales |  |    | Final         | Final | Final |  |
|  |                  |                         |                  |                     |    |                      |             |             |  |    |               |       |       |  |
|  |                  |                         |                  |                     |    |                      |             |             |  |    |               |       |       |  |
|  | 1.               | Alba Berlin             | 3                |                     |    |                      |             |             |  |    |               |       |       |  |
|  | 1.               | Alba Berlin             | 3                |                     |    |                      |             |             |  |    |               |       |       |  |
|  | 8.               | Bayer Giants Leverkusen | 1                |                     |    |                      |             |             |  |    |               |       |       |  |
|  | 8.               | Bayer Giants Leverkusen | 1                |                     | 1. | Alba Berlin          | 2           |             |  |    |               |       |       |  |
|  |                  |                         |                  |                     | 1. | Alba Berlin          | 2           |             |  |    |               |       |       |  |
|  |                  |                         | 5.               | Brose Baskets       | 3  |                      |             |             |  |    |               |       |       |  |
|  | 4.               | EWE Baskets Oldenburg   | 5.               | Brose Baskets       | 3  | 0                    |             |             |  |    |               |       |       |  |
|  | 4.               | EWE Baskets Oldenburg   |                  |                     |    |                      |             |             |  |    |               |       |       |  |
|  | 5.               | Brose Baskets           | 3                |                     |    |                      |             |             |  |    |               |       |       |  |
|  | 5.               | Brose Baskets           | 3                |                     |    |                      |             |             |  | 5. | Brose Baskets | 2     |       |  |
|  |                  |                         |                  |                     |    |                      |             |             |  | 5. | Brose Baskets | 2     |       |  |
|  |                  |                         | 3.               | Skyliners Frankfurt | 3  |                      |             |             |  |    |               |       |       |  |
|  | 2.               | Telekom Baskets Bonn    | 3.               | Skyliners Frankfurt | 3  | 3                    |             |             |  |    |               |       |       |  |
|  | 2.               | Telekom Baskets Bonn    |                  |                     |    |                      |             |             |  |    |               |       |       |  |
|  | 7.               | TBB Trier               | 1                |                     |    |                      |             |             |  |    |               |       |       |  |
|  | 7.               | TBB Trier               | 1                |                     | 2. | Telekom Baskets Bonn | 2           |             |  |    |               |       |       |  |
|  |                  |                         |                  |                     | 2. | Telekom Baskets Bonn | 2           |             |  |    |               |       |       |  |
|  |                  |                         | 3.               | Skyliners Frankfurt | 3  |                      |             |             |  |    |               |       |       |  |
|  | 3.               | Skyliners Frankfurt     | 3.               | Skyliners Frankfurt | 3  | 3                    |             |             |  |    |               |       |       |  |
|  | 3.               | Skyliners Frankfurt     |                  |                     |    |                      |             |             |  |    |               |       |       |  |
|  | 6.               | Köln 99ers              | 2                |                     |    |                      |             |             |  |    |               |       |       |  |
|  | 6.               | Köln 99ers              | 2                |                     |    |                      |             |             |  |    |               |       |       |  |
|  |                  |                         |                  |                     |    |                      |             |             |  |    |               |       |       |  |